# Uncarina abbreviata
Uncarina abbreviata är en sesamväxtart som först beskrevs av Henri Ernest Baillon, och fick sitt nu gällande namn av Ihlenf. och Straka. Uncarina abbreviata ingår i släktet Uncarina och familjen sesamväxter. Inga underarter finns listade i Catalogue of Life.